# Ivanie Blondin
Ivanie Lise Blondin (Ottawa, 2 aprile 1990) è una pattinatrice di velocità su ghiaccio canadese.

## Biografia
Blondin ha iniziato a gareggiare nello short track ma, dopo avere mancato la qualificazione ai Giochi olimpici di Vancouver 2010 e aver pensato in seguito anche di abbandonare il pattinaggio, alla fine ha deciso di passare alla pista lunga. Guadagna l'accesso alle Olimpiadi di Soči 2014 dove giunge 24ª nei 3000 m, 14ª nei 5000 m e 5ª nell'inseguimento a squadre.
Ivanie Blondin vince la medaglia d'argento nel mass start ai Mondiali di Heerenveen 2015 e nella successiva edizione di Kolomna 2016 si laurea campionessa mondiale nella stessa specialità. Ai campionati mondiali di Gangneung 2017 è medaglia di bronzo nei 5000 m dietro Claudia Pechstein e Martina Sáblíková.
Partecipa alle Olimpiadi di Pyeongchang 2018 ottenendo il 6º posto nei 3000 m, il 5º posto nei 5000 m e nell'inseguimento a squadre è quarta con il Canada dopo avere perso la finale valevole per il bronzo contro gli Stati Uniti d'America.

## Palmarès

### Olimpiadi
- 1 medaglia:
  - 1 oro (inseguimento a squadre a Pechino 2022)
  - 1 argento (partenza in linea a Pechino 2022)

### Mondiali completi
- 1 medaglia:
  - 1 argento (Hamar 2020)

### Mondiali distanza singola
- 14 medaglie:
  - 7 ori (partenza in linea a Kolomna 2016; partenza in linea a Salt Lake City 2020; inseguimento a squadre a Heerenveen 2021; sprint a squadre e inseguimento a squadre a Heerenveen 2023; inseguimento a squadre a Calgary 2024)
  - 6 argenti (partenza in linea a Heerenveen 2015; partenza in linea a Inzell 2019; partenza in linea a Heerenveen 2021; partenza in linea a Heerenveen 2023; partenza in linea e sprint a squadre a Calgary 2024)
  - 2 bronzi (5000 m Gangneung 2017; inseguimento a squadre a Salt Lake City 2020)

### Coppa del Mondo
- Miglior piazzamento in classifica generale: 4ª nel 2018.
- Vincitrice della Coppa del Mondo partenza in linea nel 2015, nel 2020 e nel 2023
- Miglior piazzamento nella Coppa del Mondo 1000 m: 9ª nel 2023
- Miglior piazzamento nella Coppa del Mondo 1500 m: 5ª nel 2023
- Miglior piazzamento nella Coppa del Mondo lunghe distanze: 2ª nel 2018
- 67 podi (44 individuali, 23 a squadre):
  - 23 vittorie (12 individuali, 11 a squadre)
  - 24 secondi posti (18 individuali, 6 a squadre)
  - 20 terzi posti (14 individuali, 6 a squadre)

#### Coppa del Mondo - vittorie
| Data             | Luogo               | Stato       | Disciplina             |
| ---------------- | ------------------- | ----------- | ---------------------- |
| 2 dicembre 2012  | Astana              | Kazakistan  | inseguimento a squadre |
| 16 novembre 2014 | Obihiro             | Giappone    | mass start             |
| 14 dicembre 2014 | Heerenveen          | Paesi Bassi | partenza in linea      |
| 13 novembre 2016 | Harbin              | Cina        | partenza in linea      |
| 4 dicembre 2016  | Astana              | Kazakistan  | partenza in linea      |
| 21 gennaio 2018  | Erfurt              | Germania    | 3000 m                 |
| 17 novembre 2019 | Minsk               | Bielorussia | partenza in linea      |
| 6 dicembre 2019  | Nur-Sultan          | Kazakistan  | 5000 m                 |
| 7 dicembre 2019  | Nur-Sultan          | Kazakistan  | inseguimento a squadre |
| 8 dicembre 2019  | Nur-Sultan          | Kazakistan  | 1500 m                 |
| 13 dicembre 2019 | Nagano              | Giappone    | partenza in linea      |
| 14 dicembre 2019 | Nagano              | Giappone    | 3000 m                 |
| 22 gennaio 2021  | Heerenveen          | Paesi Bassi | inseguimento a squadre |
| 29 gennaio 2021  | Heerenveen          | Paesi Bassi | inseguimento a squadre |
| 13 novembre 2021 | Tomaszów Mazowiecki | Polonia     | inseguimento a squadre |
| 4 dicembre 2021  | Salt Lake City      | Stati Uniti | inseguimento a squadre |
| 5 dicembre 2021  | Salt Lake City      | Stati Uniti | partenza in linea      |
| 11 dicembre 2021 | Calgary             | Canada      | inseguimento a squadre |
| 12 novembre 2022 | Stavanger           | Norvegia    | inseguimento a squadre |
| 13 novembre 2022 | Stavanger           | Norvegia    | partenza in linea      |
| 10 dicembre 2022 | Calgary             | Canada      | inseguimento a squadre |
| 11 febbraio 2023 | Tomaszów Mazowiecki | Polonia     | inseguimento a squadre |